# 苏赖娅·苏卜
苏赖娅·苏卜（1986年1月4日—）生于Mhardeh，是一名叙利亚举重运动员。2010年参加广州亚运会，以201千克的成绩获75公斤级比赛第八名。2012年参加伦敦夏季奥林匹克运动会举重75公斤级的比赛。